# 六名
六名（むつな）は愛知県岡崎市本庁地区の町丁。現行行政地名は六名一丁目から六名三丁目。

## 地理
岡崎市中心部、本庁地区では南東に位置する。

## 世帯数と人口
2019年（令和元年）5月1日現在の世帯数と人口は以下の通りである。
| 丁目       | 世帯数  | 人口  |
| ---------- | ------- | ----- |
| 六名一丁目 | 175世帯 | 399人 |
| 六名二丁目 | 129世帯 | 284人 |
| 六名三丁目 | 98世帯  | 230人 |
| 計         | 402世帯 | 913人 |

### 人口の変遷
国勢調査による人口の推移
| 1995年（平成7年）  | 948人 | [ 6 ]  |  |
| 2000年（平成12年） | 889人 | [ 7 ]  |  |
| 2005年（平成17年） | 865人 | [ 8 ]  |  |
| 2010年（平成22年） | 899人 | [ 9 ]  |  |
| 2015年（平成27年） | 915人 | [ 10 ] |  |

## 小・中学校の学区
市立小・中学校に通う場合、学区は以下の通りとなる。
| 丁目       | 番・番地等 | 小学校             | 中学校             |
| ---------- | ---------- | ------------------ | ------------------ |
| 六名一丁目 | 全域       | 岡崎市立六名小学校 | 岡崎市立竜海中学校 |
| 六名二丁目 | 全域       | 岡崎市立六名小学校 | 岡崎市立竜海中学校 |
| 六名三丁目 | 全域       | 岡崎市立六名小学校 | 岡崎市立竜海中学校 |

## 歴史
額田郡下六名村の一部を前身とする。

真宮遺跡公園

8世紀中頃に額田八郷の1つとして六名郷ができた。
1889年上六名村・久後崎村・明大寺村・福島新田と合併して額田郡三島村となる。1906年岡崎町に編入、岡崎町は1916年市制施行。
- 1980年（昭和55年）3月18日 - 上六名町、六名町の各一部を分離し、六名を設置[1]。

### 史跡
- 真宮遺跡

## 交通

### 道路
- 国道248号
  - 明神橋
- 愛知県道293号桜井岡崎線（六名通り）

### 鉄道
- 愛知環状鉄道・愛知環状鉄道線
  - 通過するのみである。

## 施設

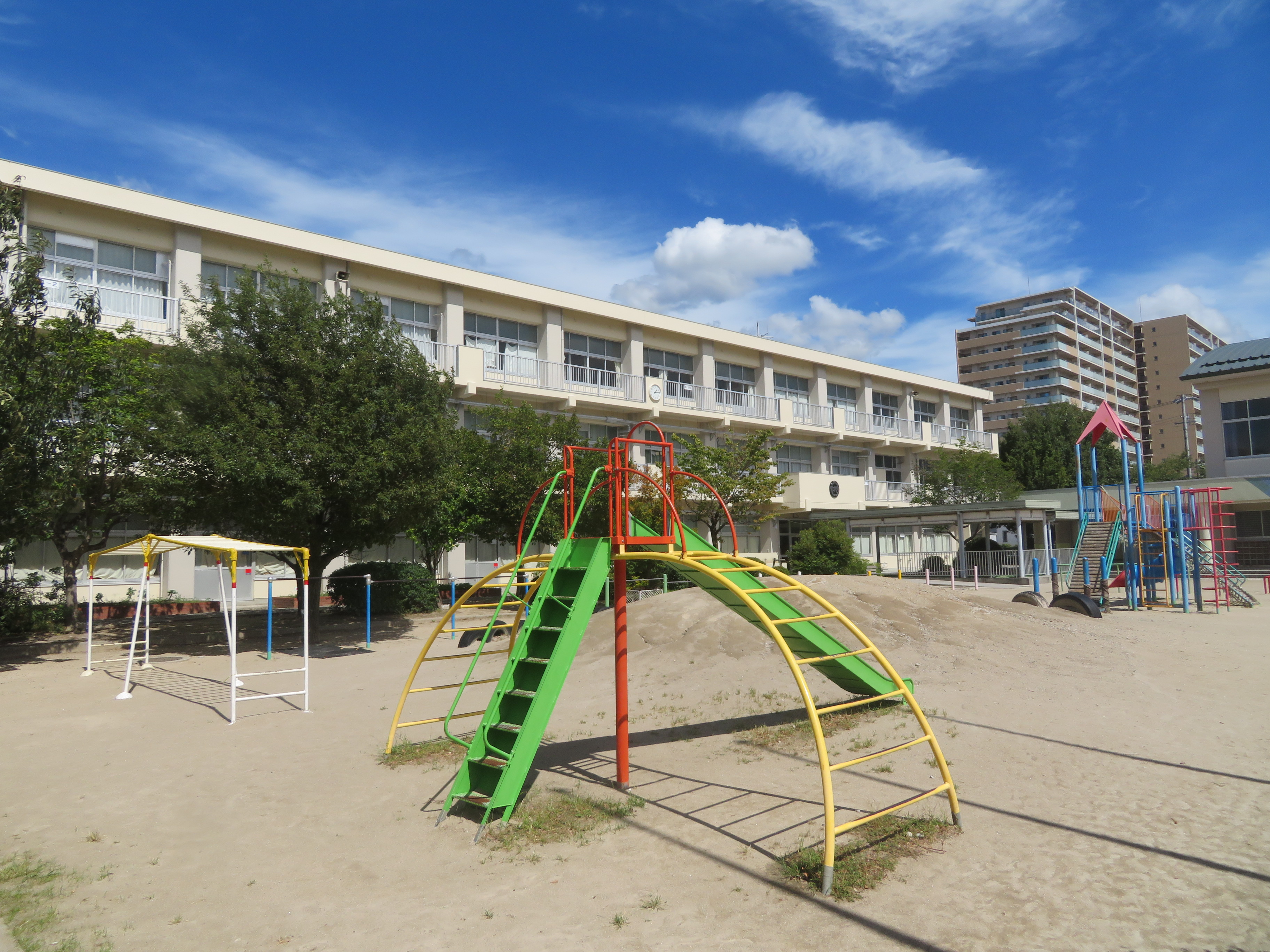
岡崎市立六名小学校

- 岡崎市立六名小学校
- 熊野公園
- 真宮遺跡公園（一部）
- 第1号六名緑地（一部）

## その他

### 日本郵便
- 郵便番号 : 444-0856[4]（集配局：岡崎郵便局[14]）。

## 参考資料
- 「角川日本地名大辞典」編纂委員会 編『角川日本地名大辞典 23 愛知県』角川書店、1989年3月8日。ISBN 4-04-001230-5。
- 有限会社平凡社地方資料センター 編『日本歴史地名体系第23巻 愛知県の地名』平凡社、1981年。ISBN 4-582-49023-9。